# Lista technologii gospodarowania odpadami stałymi

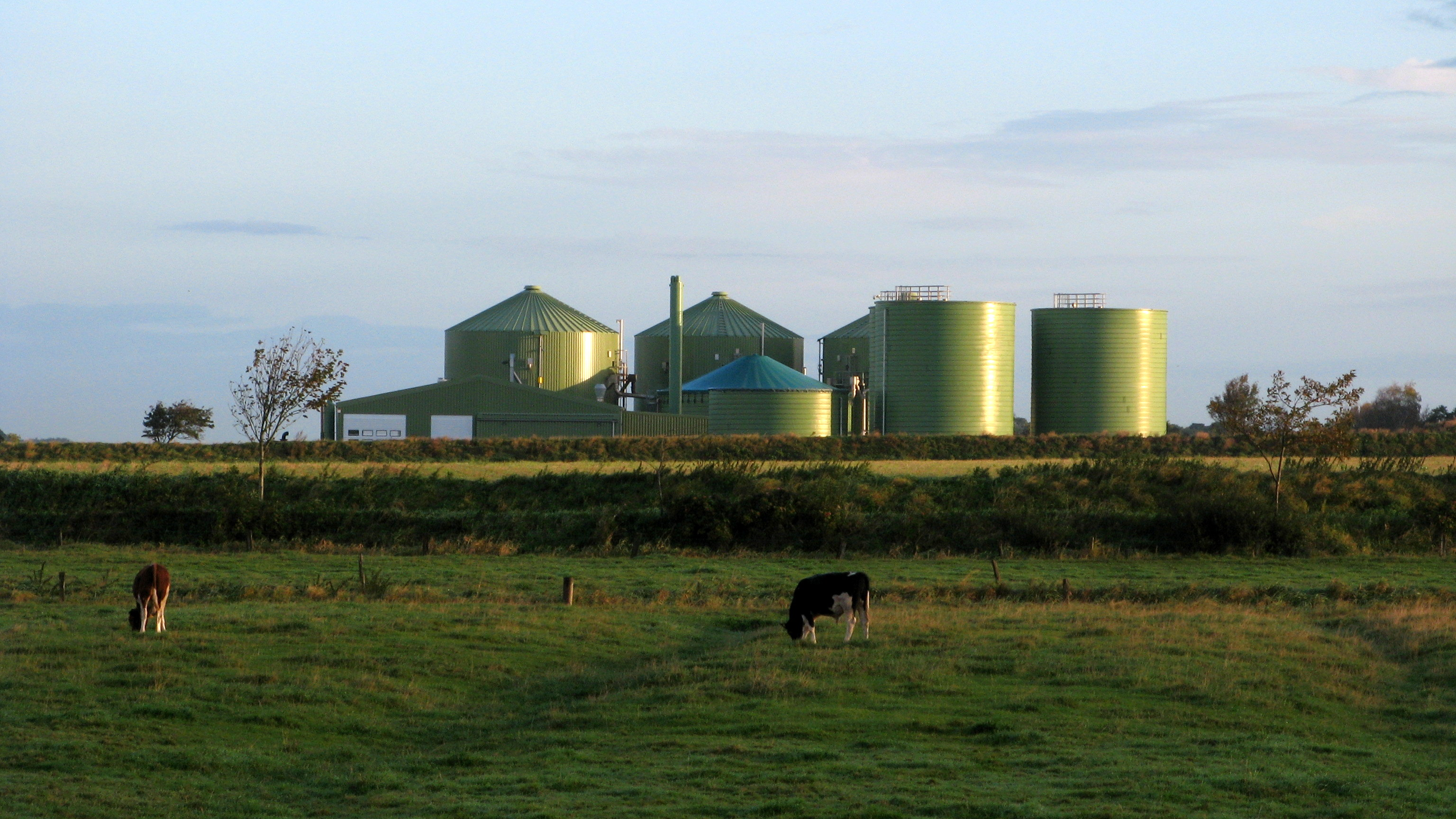
Biogazownia produkująca biogaz oraz nawóz z odpadów organicznych.

Odpady stałe mogą być zagospodarowane na wiele sposobów i przy wykorzystaniu różnych technologii. Metody te można podzielić na trzy rodzaje: opierające się na koncentracji i ograniczeniu szkodliwości odpadów do ograniczonego obszaru - składowanie (także w przypadku składowanych odpadów teoretycznie jest możliwa remediacja i rekultywacja terenu oraz odzyskanie surowców); unieszkodliwiane odpadów przy wykorzystaniu metod biologicznych, chemicznych oraz fizycznych oraz pozyskiwanie cennych produktów i surowców z odpadów (poprzez bezpośredni recykling lub przetworzenie). Głównymi czynnikami decydującymi o wyborze metody gospodarowania odpadami są: rodzaj, ilość i szkodliwość odpadów, koszty, dostępność rozwiązań technologicznych oraz odpowiedniego terenu, a często także stosunek społeczności lokalnej.  

| Nazwa                                                     | Opis |
| --------------------------------------------------------- | --- |
| Składowisko odpadów                                       | Proces polegający na składowaniu odpadów bez ich przetwarzania. W niektórych przypadkach możliwe jest pozyskanie gazu wysypiskowego ze składowiska. |
| Recykling                                                 | Proces segregacji i przetwarzania odpadów w nadające się do ponownego wykorzystania materiały i produkty. |
| Ręczne sortowanie odpadów                                 | Proces, który pozwala na lepszą segregację odpadów, zmniejsza ilość zmieszanych odpadów i reklamacje zabrudzonych materiałów. |
| Spalanie                                                  | Termiczne przekształcanie (w procesie spalania) odpadów (komunalnych, przemysłowych lub niebezpiecznych, a także osadów ściekowych). Odpady często pełnią funkcję paliwa w elektrowniach lub elektrociepłowniach.                                                                               |
| Kompostowanie                                             | Naturalna metoda przetwarzania odpadów organicznych na nawóz, polegająca na ich częściowym tlenowym rozkładzie przez mikroorganizmy. |
| Biosuszenie                                               | Proces suszenia odpadów z wykorzystaniem mikroorganizmów tlenowych mający na celu zmniejszenie ich wagi, ułatwienie sortowania oraz niszczenie mikroorganizmów chorobotwórczych. |
| Biokonwersja biomasy do paliw alkoholowych                | Produkcja mieszaniny alkoholi (biopaliwo) z różnych odpadów organicznych przy wykorzystaniu biologiczno-chemicznego procesu MixAlco. Proces jest bardziej wydajny niż fermentacja przy użyciu drożdży.                                                                                          |
| Zgazowanie                                                | Proces podobny do pirolizy, polegający na wysokotemperaturowej produkcji syngazu z odpadów. |
| Zgazowanie plazmowe                                       | Produkcja syngazu z odpadów z wykorzystaniem spalania plazmowego. |
| Piroliza                                                  | Produkcja oleju popirolitycznego poprzez termiczny rozkład odpadów w warunkach beztlenowych. |
| Skraplanie hydrotermalne                                  | Produkcja oleju HTL (substancja ropo-podobna) poprzez termiczny rozkład mokrych odpadów. Możliwe wykorzystanie odpadów takich jak np. glony, odchody, odpady rolnicze, etc. |
| Fermentacja beztlenowa                                    | Produkcja biogazu i innych produktów z różnych (zwykle zmieszanych) odpadów organicznych w komorach fermentacyjnych (biogazownie). |
| Mechaniczno-biologiczne przetwarzanie                     | Grupa procesów stabilizacji i zmniejszania objętości odpadów przy wykorzystaniu fermentacji beztlenowej lub tlenowej oraz obróbki mechanicznej. |
| Mechaniczno-cieplne przetwarzanie                         | Grupa procesów przetwarzających odpady przy wykorzystaniu obróbki mechanicznej, sortowania i termicznej sterylizacji. Proces pozwala na oddzielenie materiałów biodegradowalnych oraz nadających się do ponownego przetworzenia, redukując ostateczną ilość oraz objętość składowanych odpadów. |
| Sterylizacja odpadów                                      | Proces wykorzystujący ciepło, ciśnienie oraz parę autoklawu, mający na celu stabilizację odpadów |
| Paliwo z odpadów                                          | Mechaniczne przetworzenie odpadów posiadających wartość opałową na paliwo. |
| Reaktor UASB z biomasą zawieszoną i wznoszącym przepływem | Typ biogazowni wykorzystujący komorę fermentacyjną do której ścieki są wprowadzane od dołu, co wymusza zawieszenie substancji stałych w płynie fermentacyjnym i w efekcie podnosi wydajność produkcji biogazu.                                                                                  |
| Landfarming                                               | Bioremediacja zanieczyszczonej gleby, osadów ściekowych i innych poprzez wkopanie ich w glebę i pobudzanie rozwoju biodegradujących mikroorganizmów. |
| Kompostowanie zbiornikowe                                 | Grupa metod kompostowania wykorzystujących zbiorniki umożliwiające kontrolowanie temperatury i przepływu powietrza. Możliwe jest wykorzystanie zbiorników fermentacyjnych biogazowni. |
| Kompostowanie napowietrzonego statycznego stosu (ASP)     | Metoda kompostowania wykorzystująca system napowietrzania kompostowanej masy w celu przyspieszenia jej rozkładu. Ze względu na koszt jest zwykle wykorzystywana przez zakłady produkujące duże ilości kompostu.                                                                                 |
| Kompostowanie pryzm trapezowych                           | Produkcja kompostu poprzez umieszczanie odpadów biodegradowalnych, takich jak obornik czy pozostałości roślinne, w podłużnych nasypach. Metoda zwykle jest stosowana w celu produkcji dużych ilości kompostu.                                                                                   |